# Erzin
Erzin , de asemenea cunoscut ca Yeșilkent, este un oraș din Turcia.